# Nuno Norte

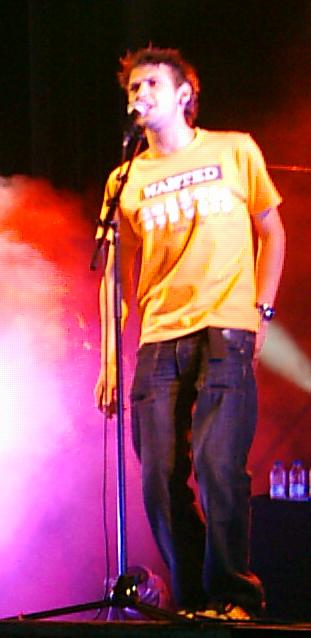
Nuno Norte bei einem Auftritt in Sacavém (2005) mit Filarmónica Gil.

Nuno Norte (* 1. Januar 1978, Seixal, Distrikt Setúbal, Portugal) ist ein portugiesischer Sänger. In seinem Heimatland wurde er einem breiten Publikum durch den Gewinn der ersten Staffel der Castingshow Ídolos bekannt, die zwischen September 2003 und Januar 2004 vom Fernsehsender SIC ausgestrahlt wurde.
Zwei Jahre nach dem Gewinn des Wettbewerbs schloss er sich als Sänger der Band Filarmónica Gil an, die vom Komponisten João Gil gegründet worden war. 2008 begann er das Projekt Teen Spirits, eine Gruppe, die sich der Musik der Grunge-Rock-Band Nirvana widmet.
Im Februar 2009 nahm er nach der Disqualifikation von Pedro Duvalle am Festival da Canção teil und erreichte mit dem Titel Lua sem luar den vierten Platz.